# Hans Wijers
Gerardus Johannes (Hans) Wijers (ur. 11 stycznia 1951 w Oostburgu) – holenderski polityk, ekonomista, przedsiębiorca i menedżer, w latach 1994–1998 minister gospodarki.

## Życiorys
Absolwent ekonomii na Uniwersytecie w Groningen (1976), doktoryzował się w 1982 na Uniwersytecie Erazma w Rotterdamie. Pracował na tej uczelni jako nauczyciel akademicki. W latach 1982–1984 był zatrudniony w ministerstwie spraw społecznych i zatrudnienia. Następnie do 1994 zajmował się działalnością w branży konsultingowej. Działacz partii Demokraci 66. W sierpniu 1994 z rekomendacji tego ugrupowania objął urząd ministra gospodarki w pierwszym rządzie Wima Koka. Sprawował go do sierpnia 1998, w czerwcu 1996 dodatkowo czasowo zastępował Gerrita Zalma w resorcie finansów. Po zakończeniu kadencji zrezygnował z dalszej aktywności politycznej.
W latach 1999–2002 pełnił funkcję wiceprezesa Boston Consulting Group. W 2002 został członkiem rady dyrektorów koncernu chemicznego AkzoNobel, którym jako CEO zarządzał następnie od 2003 do 2012. Obejmował również stanowiska przewodniczącego rady nadzorczej klubu piłkarskiego AFC Ajax, członka rady nadzorczej Heinekena i prezesa organizacji ochrony przyrody Vereniging Natuurmonumenten.
Odznaczony Orderem Oranje-Nassau klasy IV (1998) i III (2012). Dziennik „De Volkskrant” w 2014 i 2015 uznawał go za najbardziej wpływowego Holendra.